# 趙邦清
趙邦清（1558年—1623年），字仲一，号乾所，陕西慶陽府真宁县于庄人（今甘肅省正宁县永和镇于家庄）人，明朝政治人物。

## 生平
万曆十九年（1591年）辛卯科陕西鄉試举人。次年聯捷壬辰科三甲一百五十名进士。
通政司觀政，万曆二十一年（1593年）除山東滕县知县，頗有政績，二十五年行取入京候旨，安南禮部侍郎馮克宽奉使来華，曾聽聞邦清官聲，向萬曆帝稟告此事，天子大喜，二十七年三月亲自升邦清吏部验封司主事。滕縣百姓為紀念即將往燕京赴任的趙邦清，修建了生祠，「黃童白叟，羅而拜之」。历任考功司、文选司主事，累升稽勲司郎中，萬曆三十年（1602年）五月因党争遭貶，遂返鄉躬耕。三十一年起山西盂县知县，未任。
天启元年（1621年）由遼東經略袁應泰举荐，想要起復他为遼陽监軍道右參政，二年（1622年）平反，四月起任为四川按察司佥事，遵義監军，三年正月升本省布政使司右參議、管川北道，贵州番亂，奉命入撫諸番，因水土不服病卒。崇祯元年贈光禄寺卿。

## 家族
曾祖父趙文智、祖父趙孟陽、父親趙應魁，封验封司郎中。

## 相关古迹
在今正宁县境内的罗川赵氏石坊，即万历年间为赵邦清所建，现为甘肃全国重点文物保护单位。赵邦清墓为庆阳市文物保护单位。